# خالد قهوجی
خالد قهوجی (انگلیسی: Khaled Gahwji؛ زادهٔ ۷ ژوئیهٔ ۱۹۷۵) یک ورزشکار اهل عربستان سعودی است.
از باشگاه‌هایی که در آن بازی کرده‌است می‌توان به باشگاه فوتبال الاهلی عربستان سعودی، باشگاه فوتبال الاتحاد، و تیم ملی فوتبال عربستان سعودی اشاره کرد.
وی همچنین در تیم ملی فوتبال Saudi Arabia بازی کرده است.